# Cantón de Steenvorde
El cantón de Steenvoorde era una división administrativa francesa, que estaba situada en el departamento de Norte y la región de Norte-Paso de Calais.

## Composición
El cantón estaba formado por nueve comunas:
- Boeschepe
- Eecke
- Godewaersvelde
- Houtkerque
- Oudezeele
- Saint-Sylvestre-Cappel
- Steenvoorde
- Terdeghem
- Winnezeele

## Supresión del cantón de Steenvoorde
En aplicación del Decreto nº 2014-167 de 17 de febrero de 2014, el cantón de Steenvoorde fue suprimido el 22 de marzo de 2015 y sus 9 comunas pasaron a formar parte; cinco del nuevo cantón de Wormhout y cuatro del nuevo cantón de Bailleul.